# Jerel Blassingame
Jerel Romaine Blassingame (Brooklyn, 12 settembre 1981) è un ex cestista statunitense.

## Palmarès
- Campionato polacco: 1

Asseco Prokom Gdynia: 2011-12
- Campionato croato: 1

Cibona Zagabria: 2012-13
- Coppa di Croazia: 1

Cibona Zagabria: 2013
- Lega Adriatica: 1

Cibona Zagabria: 2013-14